# Єлизавета Брауншвейг-Грубенгагенська
Єлизавета Брауншвейг-Грубенгагенська (нім. Elisabeth von Braunschweig-Grubenhagen), також Єлизавета Брауншвейг-Люнебурзька (нім. Elisabeth von Braunschweig-Lüneburg, 14 квітня 1550 — 11 лютого 1586) — брауншвейзька принцеса з роду Вельфів, донька герцога Брауншвейг-Люнебургу князя Грубенгагену Ернста III та померанської принцеси Маргарити, дружина першого герцога Шлезвіг-Гольштейн-Зондербургу Ганса Молодшого.

## Біографія
Народилась 14 квітня 1550 року у Зальцдерхельдені. Була єдиною дитиною в родині принца Ернста Брауншвейг-Грубенгагенського та його дружини Маргарити Померанської. 

Наступного року після її народження батько став князем Брауншвейг-Грубенгагену. Був відомий як відданий лютеранин, що турбувався про добробут своїх підданих. Помер у квітні 1567 року, передавши владу молодшому брату Вольфгангу.

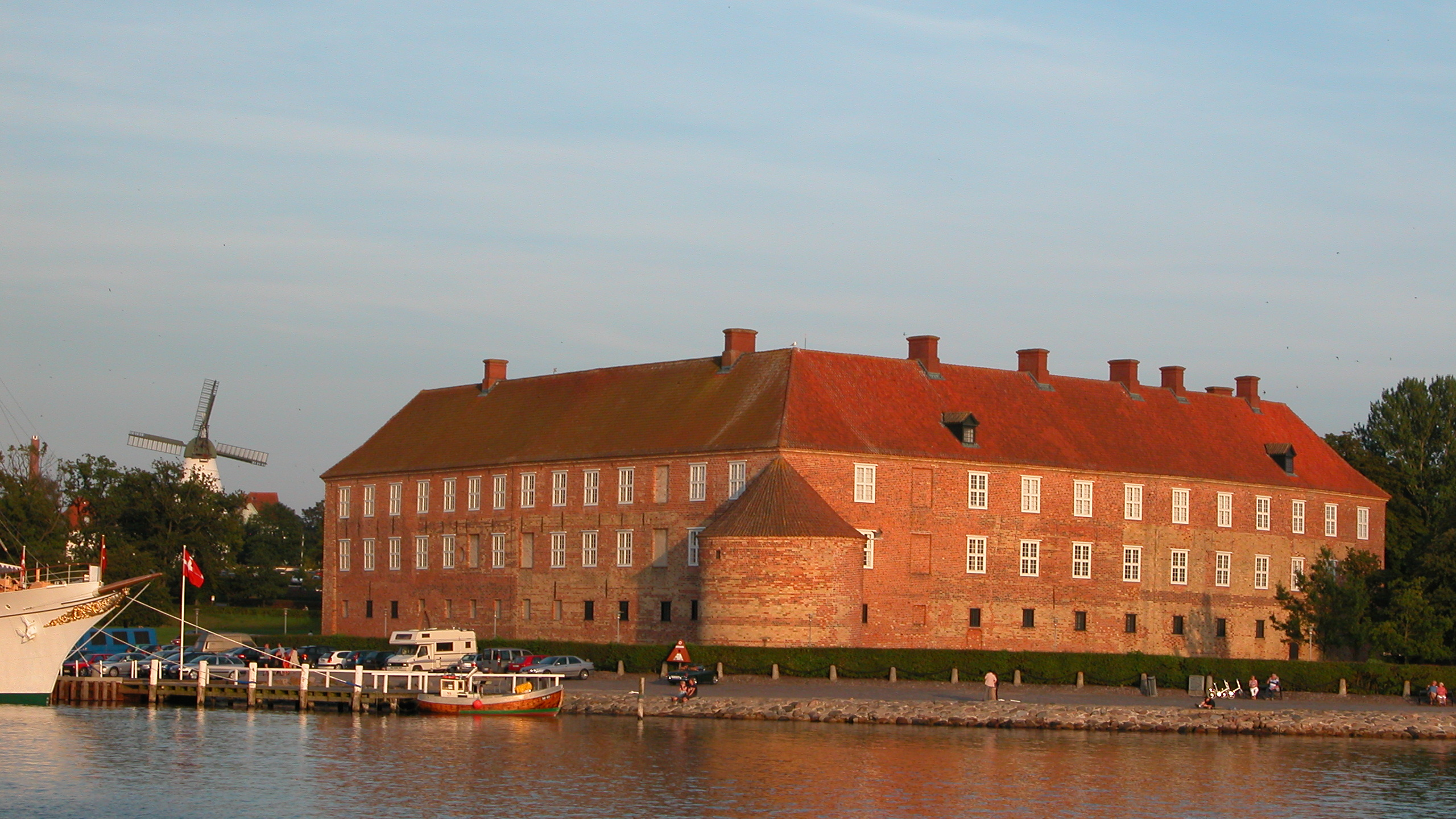
Сендерборзький замок

У 18-річному віці Єлизавета стала дружиною 23-річного данського принца Ганса Молодшого, меншого брата правлячого короля Фредеріка II. У розпорядженні нареченого, окрім домівок у Сендерборзі та Нойбурзі, були лише замок і місто Пльон і монастир Аренбок. Але й Пльон ще до 1571 року надсилав прибутки вдовіючій королеві, тож землеволодіння принца тимчасово обмежувалися лише Аренбеком, а доходи — щорічною рентою. Весілля пройшло 19 серпня 1568 у данському Коллінгу. Оселилась пара у Сендерборзькому замку, який залишився їхньою головною резиденцією. Мали чотирнадцятеро дітей.
Після смерті дядька Ганса у 1680 році, Фредерік II передав братові його землі, однак стани відмовилися принести тому омаж. Таким чином, чоловік Єлизавети, незважачи на титул герцога Шлезвіг-Гольштейн-Зондербургу, фактично був багатою приватною особою, що має землеволодіння, але не є сувереном. Будучи блискучим фінансистом, він значно розширив свої території шляхом купівлі й обміну. У 1580 році звів маєток Себігард, як мисливський будиночок, й надалі зрідка використовував його як резиденцію. У 1582 році почав будівництво для родини заміського замку Глюксбург.
Єлизавета померла 11 лютого 1586 року в Остерхольмі. Була похована у могильній каплиці Сендерборзького замку. Наразі частина, де спочиває прах герцогині йменується каплиця герцога Ганса.

## Родина

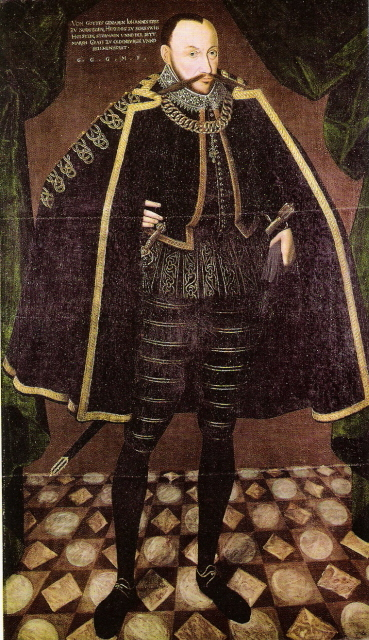
Портрет Ганса Молодшого пензля невідомого майстра, XVI сторіччя

Чоловік — Ганс Молодший
Діти:
- Доротея (1569—1593) — дружина герцога Лігницького Фрідріха IV, дітей не мала;
- Крістіан (1570—1633) — герцог Шлезвіг-Гольштейн-Зондербург-Ерьо у 1622—1633 роках, одруженим не був, мав позашлюбну доньку від своєї економки;[2]
- Ернст (1572—1596) — одруженим не був, дітей не мав;
- Александр (1573—1627) — герцог Шлезвіг-Гольштейн-Зондербургу у 1622—1627 роках, був одружений з графинею Шварцбург-Зондерсгаузенською Доротеєю, мав одинадцятеро дітей;
- Август (1574—1596) — одруженим не був, дітей не мав;
- Марія (1575—1640) — настоятелька в монастирі Ітцего;
- Ганс Адольф (1576—1624) — герцог Шлезвіг-Гольштейн-Зондербург-Норбургу у 1622—1624 роках, був зарученим з Марією Ядвіґою Померанською, одруженим не був, дітей не мав;
- Анна (1577—1616) — дружина герцога Вольгасту Богуслава XIII, дітей не мала;
- Софія (1579—1658) — дружина герцога Штеттіну Філіпа II, дітей не мала;
- Єлизавета (1580—1653) — дружина герцога Померанії, Штеттіну та Кашубіну Богуслава XIV, дітей не мала;
- Фредерік (1581—1658) — герцог Шлезвіг-Гольштейн-Зондербург-Норбургу у 1624—1658 роках, був двічі одруженим, мав шестеро дітей від обох шлюбів;
- Маргарита (1583—1638) — дружина графа Нассау-Зігену Йоганна VII, мала тринадцятеро дітей;
- Філіп (1584—1663) — герцог Шлезвіг-Гольштейн-Зондербург-Глюксбургу у 1622—1663 роках, був одруженим із принцесою Софією Ядвіґою Саксен-Лауенбурзькою, мав чотирнадцятеро дітей;
- Альберт (1585—1613) — одруженим не був, дітей не мав.